# Bad Vibes Forever
Bad Vibes Forever è il quarto album in studio, del rapper statunitense XXXTentacion, pubblicato il 6 dicembre 2019 per Empire Distribution. Secondo album postumo del rapper, esso contiene le voci di Lil Wayne, Blink-182, Stefflon Don, Ky-Mani Marley, Rick Ross, Vybz Kartel e altri.

## Antefatti
Bad Vibes Forever avrebbe dovuto essere l'album di debutto di XXXTentacion: la sua pubblicazione era prevista per il 31 ottobre 2016. L'uscita, tuttavia, non si verificò; in un'intervista di marzo 2017, il rapper ha dichiarato di star lavorando sia a 17 che a Bad Vibes Forever. 17 fu pubblicato come album di debutto nell'agosto 2017, seguito dall'EP A Ghetto Christmas Carol a dicembre. Nello stesso mese, XXXTentacion dichiarò i titoli dei suoi futuri album: ?, Skins e Bad Vibes Forever.
Il secondo album in studio del rapper statunitense, ?, fu pubblicato nel marzo 2018, tre mesi prima della sua morte. Skins, il suo primo album postumo, fu pubblicato nel dicembre 2018. In occasione dell'anniversario del suo omicidio, la sua agenzia confermò l'uscita di un nuovo progetto e di un documentario entro la fine dell'anno; successivamente, Billboard confermò il titolo del nuovo album come Bad Vibes Forever, previsto per l'autunno del 2019. Nell'album, sarebbero dovute comparire delle figure come Stefflon Don, Lil Wayne, Lil Nas X, Trippie Redd, Rick Ross, Joey Badass. Il 25 agosto 2019, le canzoni Hearteater e School Shooters furono confermate per l'album.
Il 12 novembre 2019, attraverso una storia su Instagram, fu pubblicato un teaser per il nuovo album e per una nuova linea di abbigliamento, denominata anch'essa Bad Vibes Forever. Nel video, si fa riferimento all'album come Bad Vibes Forever, Vol. 1, definito “the final album” (tradotto dall'inglese: l'ultimo album). Il 20 novembre, la madre di XXXTentacion rivelò la copertina dell'album; successivamente, un nuovo trailer confermò la data di uscita per il 6 dicembre.

## Promozione
Royalty, in collaborazione con Ky-Mani Marley, Stefflon Don e Vybz Kartel, fu pubblicato il 19 luglio 2019 come primo estratto dell'album. Il 18 ottobre 2019 fu pubblicato un teaser di Hearteater, traccia originariamente scartata da ?, nel quale era presente una foto dell'ex ragazza di XXXTentacion, Geneva Ayala, mentre mangiava un cuore gocciolante di sangue; successivamente, il brano fu estratto dall'album come secondo singolo. Il video musicale del singolo fu pubblicato la settimana successiva.
La traccia omonima all'album, nonché terzo estratto, fu pubblicata il 22 novembre con le voci aggiuntive di PnB Rock e Trippie Redd. Il teaser del singolo, pubblicato il giorno precedente, presentava i due ospiti, Billie Eilish e Lil Skies, che raccontavano l'impatto che ha avuto XXXTentacion sulle loro vite. Eilish si riferì a quest'ultimo come «un raggio di luce [che] ha cercato di fare tutto per gli altri».

## Accoglienza
| Recensione | Giudizio |
| ---------- | -------- |
| NME        |          |

Kyann-Sian Williams della rivista NME ha definito l'album «migliore di Skins dell'anno scorso, ma rimane un caso di rendita decrescente da parte dell'artista e un tentativo di sovra-abbellire del materiale debole».

## Tracce
1. Introduction – 1:43 (testo: Jahseh Onfroy – musica: John Cunningham, XXXTentacion)
2. Ex Bitch – 2:01 (testo: Onfroy, Cunningham – musica: Cunningham)
3. Ugly – 1:31 (testo: Onfroy – musica: XXXTentacion)
4. Bad Vibes Forever (featuring PnB Rock e Trippie Redd) – 2:30 (testo: Onfroy, Cunningham, Michael L. White, Rakim Allen, Robert Soukiasyan – musica: Cunningham)
5. School Shooters (featuring Lil Wayne) – 1:33 (testo: Dwayne Michael Carter, Jr., Onfroy, Jasper Sheff, Cunningham – musica: Sheff, Cunningham)
6. I Changed Her Life (featuring Rick Ross) – 1:48 (testo: Onfroy, Cunningham, William L. Roberts II – musica: Cunningham)
7. Triumph – 2:46 (testo: Onfroy, Cunningham – musica: Cunningham)
8. Limbo (featuring Killstation) – 3:14 (testo: Onfroy, Noel Santana, Paul Judge – musica: Judge, Killstation)
9. Before I Realize – 1:34 (testo: Onfroy, Cunningham, Soukiasyan – musica: Cunningham, Soukiasyan)
10. Ecstasy (featuring Noah Cyrus) – 4:00 (testo: Anneka Warburton, Onfroy, Marcel Everett – musica: XXXTentacion, XXYYXX)
11. Kill My Vibe (featuring Tom G) – 2:08 (testo: Andre Lyon, Onfroy, Sheff, Cunningham, John Rodriguez, Marcello Valenzano, Ted Kay, Thomas L. Godbolt – musica: Sheff, Cunningham)
12. Hot Gyal (featuring Tory Lanez e Mavado) – 2:14 (testo: David C. Brooks, Daystar Peterson, Onfroy, Jamal Rashid, John Crawford – musica: JonFX, Mally Mall)
13. The Only Time I Feel Alive (featuring Craig Xen) – 2:43 (testo: Craig Xen, Onfroy, Sheff, Cunningham – musica: Sheff, Cunningham)
14. The Interlude That Never Ends – 2:28 (testo: Onfroy – musica: XXXTentacion)
15. Daemons (featuring Joey Badass e Kemba) – 2:52 (testo: Chanslin, Onfroy, Jo Vaugn Virginie, Matthew Jefferson – musica: Chanslin)
16. Attention! – 2:00 (testo: Onfroy, Cunningham – musica: Cunningham)
17. Eat It Up – 1:45 (testo: Onfroy, Ronald Spence, Jr. – musica: Ronny J)
18. Voss (featuring Sauce Walka) – 1:47 (testo: Albert Walker Mondane, Diamanté A. Blackmon, Onfroy – musica: Carnage)
19. Royalty (featuring Ky-Mani Marley, Stefflon Don, e Vybz Kartel) – 3:23 (testo: Adidja Palmer, Onfroy, Crawford, Josh Humber, Ky-Mani Marley, Stephanie Allen – musica: JonFX)
20. Won't Grow Old (I Won't Let Go) (featuring Jimmy Levy) – 2:11 (testo: Onfroy, Jimmy Levy, Cunningham, Soukiasyan – musica: Cunningham)
21. Hearteater – 2:16 (testo: Onfroy, Cunningham, Soukiasyan – musica: Cunningham, Soukiasyan)
22. Northstar (remix; featuring Joyner Lucas) – 2:46 (testo: Gary M. Lucas, Jr., Onfroy, Rashid, Spence, Jr. – musica: Mally Mall, Ronny J)
23. Chase/Glass Shards (featuring Ikabod Veins) – 2:18 (testo: Onfroy, Jordan Aristides Serin – musica: XXXTentacion)
24. Numb the Pain – 1:22 (testo: Onfroy, Cunningham – musica: Cunningham, XXXTentacion)
25. It's All Fading to Black (featuring blink-182) – 2:31 (testo: Onfroy, Cunningham, Mark Hoppus – musica: Cunningham)

## Formazione
Musicisti
- XXXTentacion - voce, testi, produzione
- Travis Barker - batteria, testi
- blink-182 - voce aggiuntiva (traccia 25)
- Craig Xen - voce aggiuntiva (traccia 13)
- ikabodVEINS - voce aggiuntiva (traccia 23)
- Jimmy Levy - voce aggiuntiva (traccia 20)
- Joey Bada$$ - voce aggiuntiva (traccia 15)
- Joyner Lucas - voce aggiuntiva (traccia 22)
- Kemba - voce aggiuntiva (traccia 15)
- Killstation - voce aggiuntiva (traccia 8), produzione
- Ky-Mani Marley - voce aggiuntiva (traccia 19)
- Lil Wayne - voce aggiuntiva (traccia 5)
- Mavado - voce aggiuntiva (traccia 12)
- Noah Cyrus - voce aggiuntiva (traccia 10)
- PnB Rock - voce aggiuntiva (traccia 4)
- Rick Ross - voce aggiuntiva (traccia 6)
- Sauce Walka - voce aggiuntiva (traccia 18)
- Stefflon Don - voce aggiuntiva (traccia 19)
- Tom G - voce aggiuntiva (traccia 11)
- Tory Lanez - voce aggiuntiva (traccia 12)
- Trippie Redd - voce aggiuntiva (traccia 4)
- Vybz Kartel - voce aggiuntiva (traccia 19)

Produzione
- Cleopatra Bernard - produttore esecutivo
- John Cunnigham - programmazione batteria, missaggio, produzione, testi
- Koen Heldens - missaggio
- Carnage - produzione, testi
- ChansliN - produzione, testi
- Cool N Dre - produzione, testi
- Jasper Sheff - produzione
- Jon Fx - produzione, testi
- JUDGE - produzione
- Mally Mall - produzione, testi
- Robert Soukiasyan - produzione, testi
- Ronny J - produzione, testi
- XXYYXX - produzione
- Anneka - testi